# Toray Pan Pacific Open 1996
Il Toray Pan Pacific Open 1996 è stato un torneo di tennis giocato sul sintetico indoor. È stata la 21ª edizione del Toray Pan Pacific Open, che fa parte della categoria Tier I nell'ambito del WTA Tour 1996. Si è giocato al Tokyo Metropolitan Gymnasium di Tokyo, in Giappone, dal 29 gennaio al 4 febbraio 1996.

## Campionesse

### Singolare
Iva Majoli ha battuto in finale  Arantxa Sánchez Vicario con il punteggio di 6–4, 6–1

### Doppio
Gigi Fernández /  Nataša Zvereva hanno battuto in finale  Mariaan de Swardt /  Irina Spîrlea con il punteggio di 7–6, 6–3